# Orden de las Artes y las Letras

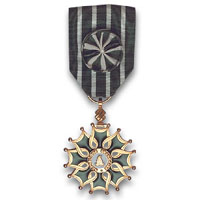
Insignia de Oficial.

La Orden de las Artes y las Letras («Ordre des Arts et des Lettres») es una distinción honorífica francesa instituida el 2 de mayo de 1957 y otorgada por el Ministerio de Cultura de Francia. La reorganización de las distinciones francesas hecha por el general De Gaulle en 1963 no afectó a la Orden.
Su antecedente se encuentra en la Orden de Saint-Michel, como lo mencionan diversas fuentes del gobierno francés.

## Grados

Condecoración de la Orden de las Artes y las Letras, en el grado de comendador.

Condecoración de la Orden de las Artes y las Letras, en el grado de oficial.

Condecoración de la Orden de las Artes y las Letras, en el grado de caballero.

El Consejo de la Orden comprende seis miembros de derecho:
- Un miembro del Consejo de la Orden de la Legión de Honor;
- El director del Gabinete del ministro a cargo de las Artes y las Letras;
- El secretario general de Artes y Letras;
- El director general de las Bibliotecas de Francia;
- El director general de Arquitectura;
- El director general de los Archivos de Francia;

Y diez personalidades relevantes del ámbito artístico o de la literatura designados por el ministro a cargo de las Artes y Letras.
La Orden recompensa a "las personas que se han distinguido por sus creaciones en el dominio artístico o literario o por la contribución que han aportado al esplendor de las artes y las letras en Francia y en el mundo" («les personnes qui se sont distinguées par leur créations dans le domaine artistique ou littéraire ou par la contribution qu'elles ont apportée au rayonnement des arts et des lettres en France et dans le monde»)
La Orden de las Artes y las Letras tiene 3 Grados:
- Chevalier des Arts et des Lettres (caballero de las Artes y de las Letras).
- Officier des Arts et des Lettres (oficial de las Artes y de las Letras).
- Commandeur des Arts et des Lettres (comendador de las Artes y de las Letras).

El grado de caballero no puede concederse más que a artistas, escritores o intelectuales de 30 años al menos y en posesión de sus derechos civiles. Los dos grados superiores son atribuidos a condición de justificar un mínimo de 5 años en el grado inferior. Los distinguidos no franceses pueden entrar en la Orden sin restricción de edad. Desde el decreto de 5 de mayo de 1997, el contingente anual se eleva a 450 caballeros, 140 oficiales y 50 comendadores. Todavía es una condecoración relativamente poco otorgada.

## Descripción de la insignia
La insignia de la Orden tiene un ancho de 37 mm, y está compuesta por 5 bandas verdes (de 5,5 mm), separadas por cuatro rayas verticales blancas (de 2,4 mm). Los oficiales tienen, además, una roseta, y los comendadores llevan una corbata en sautoir. La insignia es una cruz de doble cara con ocho puntas, esmaltado de verde y decorado con una trama con forma de arabesco plateado o dorado para los oficiales y comendadores, teniendo estos últimos una insignia más grande. Se distingue sobre el medallón central un monograma de las letras A y L.

## Lista condecorados
- Anexo:Condecorados con la Orden de las Artes y las Letras.